# Stefan Marinovic
Stefan Tone Marinovic (Auckland, 7 de outubro de 1991) é um futebolista profissional Neozelandês que atua como goleiro, atualmente defende o Wellington Phoenix

## Seleção nacional
Stefan Marinovic fez parte do elenco da Seleção Neozelandesa de Futebol na Copa das Nações da OFC de 2016 e a Copa das Confederações de 2017.

## Títulos
Seleção Neozelandesa
- Copa das Nações da OFC: 2016